# Rolling Thunder (Schamane)
Rolling Thunder (dt. Rollender Donner; bürgerlich John Pope; 1916–1997) bezeichnete sich als US-amerikanischer Medizinmann, der sich (vermutlich) fälschlich als Indianer ausgab. Von den Indigenen Nordamerikas wird er als neoschamanischer „Plastikschamane“ betrachtet. Aufgewachsen in Oklahoma, siedelte er später nach Nevada zum Stamm der Shoshone um, wo er seine erste Frau Spotted Fawn (dt. Geflecktes Rehkitz) nach shoshonischem Ritual heiratete. In seinen späteren Jahren litt Rolling Thunder an Lungenemphysem. Er starb 1997 an den Folgen einer Zuckerkrankheit.

## Überlieferung
„Erst seit 1971 haben indianische Heiler ihre bis dahin vollständige Zurückhaltung aufgegeben. Zum 15. April dieses Jahres hatte die Menninger Foundation zur ersten internationalen Tagung über einen neuen Wissenschaftszweig, die Bewußtseinsforschung in das White Memorial Camp in Council Grove, Kansas, eingeladen. Zum erstenmal sprach als Referent ein ‚Medizinmann‘, der Cherokee Rolling Thunder, über ‚die Selbstkontrolle seelischer Zustände‘.“

Angeblich gelang ihm die sofortige Heilung eines schwer erkrankten Sportlers, den er nie zuvor gesehen hatte. Der Esoterik-Autor Doug Boyd veröffentlichte 1974 ein Buch, das 1981 in deutscher Übersetzung erschien.: Er attestierte ihm „erstaunliche Fähigkeiten und Kenntnisse [...], die zum einen Teil wissenschaftlich begründet erscheinen, zum andern Teil noch unerklärlich sind.“
Das Wirken Rolling Thunders ist auch Gegenstand der Erzählung Rolling Thunder Speaks. A Message for Turtle Island, die 1998 von seiner zweiten Frau Carmen Sun Rising Pope herausgegeben wurde.
In dem Film The Trial of Billy Jack mit Hauptdarsteller Tom Laughlin (1974) spielt Rolling Thunder eine kleine Rolle.